# Бочоридзе, Михаил Захарьевич
Михаил (Михо) Захарьевич Бочоридзе (1873—1913) — деятель революционного движения в Российской империи, большевик.

## Биография
Родился в семье рабочего в Телави, в 1890—1900 работал кузнецом в Главных мастерских Закавказской железной дороги в Тифлисе, с 1901 — бухгалтером. В революционном движении с 1893: в этом году вступил в рабочий социал-демократический кружок. В 1897—1903 — член Тифлисского комитета РСДРП. В августе 1900, вместе с М. И. Калининым, С. Я. Аллилуевым, И. В. Сталиным и другими участвовал в организации стачки в Главных железнодорожных мастерских. С марта 1903 — член Кавказского союзного комитета РСДРП, по решению комитета организовал Авлабарскую типографию и руководил её работой. В 1905 — один из руководителей рабочих дружин. В начале 1906 арестован, 27 октября 1906 бежал из тюрьмы, после чего вёл нелегальную партийную работу в Тифлисе, Баку, Санкт-Петербурге, в Ставропольской губернии.